# NGC 2595
NGC 2595 је спирална галаксија у сазвежђу Рак која се налази на NGC листи објеката дубоког неба.
Деклинација објекта је + 21° 28' 46" а ректасцензија 8h 27m 41,9s. Привидна величина (магнитуда) објекта NGC 2595 износи 12,3 а фотографска магнитуда 13,0. Налази се на удаљености од 80,5000 милиона парсека од Сунца. NGC 2595 је још познат и под ознакама UGC 4422, MCG 4-20-62, CGCG 119-109, IRAS 08247+2138, 3ZW 59, NPM1G +21.0182, PGC 23725.